# Neolítico pré-cerâmico

Mapa do mundo mostrando centros aproximados de origem da agricultura e sua propagação na pré-história: o Crescente Fértil; as bacias dos rios Yangtzé e Amarelo; as (9000–); México Central e norte da América do Sul e África subsaariana [localização exata desconhecida] (5000–); leste da América do Norte (4000–).

O Neolítico pré-cerâmico (sigla: PPN, do inglês Pre-Pottery Neolithic) representa o início do Neolítico nas regiões do Levante e da Mesopotâmia Superior do Crescente Fértil, datando de há c. 12 000 a 8 500 anos ( 10 000 –  6 500 a.C.). Sucede a cultura natufiana do Epipaleolítico do Oriente Próximo (também chamado Mesolítico ), pois a domesticação de plantas e animais estava em seus estágios formativos, tendo possivelmente sido induzida pelo Dryas recente.
A cultura neolítica pré-cerâmica chegou ao fim na época do evento climático de 8200 AP, um período de acentuado arrefecimento súbito que começou c. 6 200 a.C. e que durou várias centenas de anos, e foi sucedida pelo Neolítico cerâmico.
O Neolítico pré-cerâmico é dividido em Neolítico pré-cerâmico A (PPNA,  10 000 –  8 800 a.C.) e o sequente Neolítico pré-cerâmico B (PPNB,  8 800 –  6 500 a.C.). Estes foram originalmente definidos por Kathleen Kenyon no sítio tipo de Jericó (Palestina). O neolítico pré-cerâmico precede o neolítico cerâmico (cultura jarmuquiana,  6 400 –  6 200 a.C.). Em Ain Ghazal, na Jordânia, a cultura continuou por mais alguns séculos, na chamada cultura neolítica pré-cerâmica C.

### Neolítico pré-cerâmico A (PPNA)

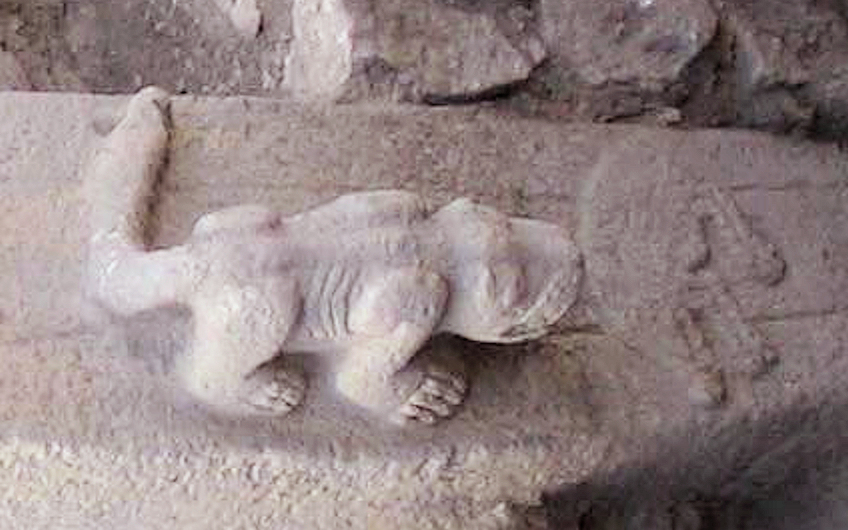
Escultura de um animal predatório em Göbekli Tepe,

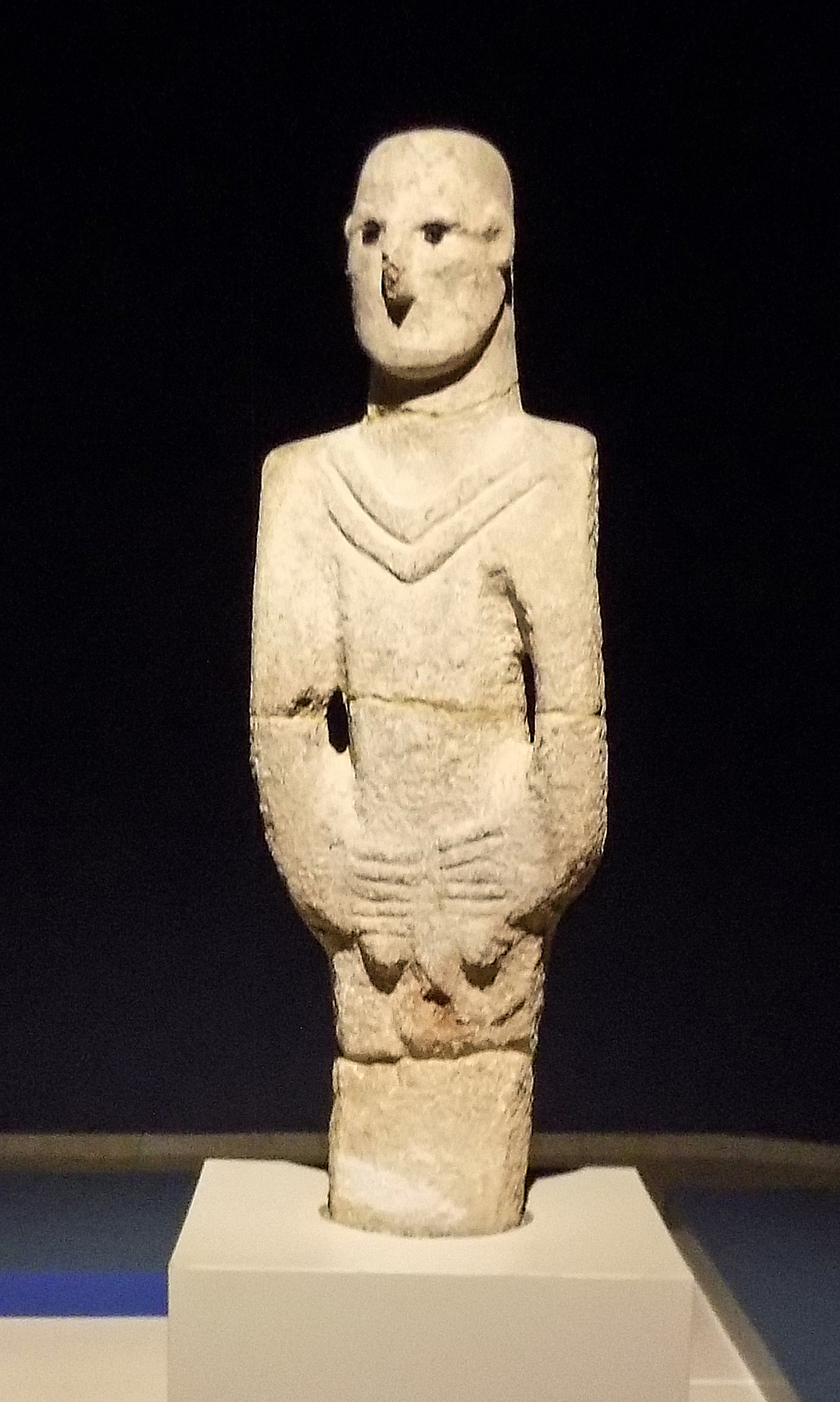
Homem de Urfa, circa 9000 a.C. Museu de Arqueologia e Mosaico Şanlıurfa

Há cerca de 11 000 anos (9 000 a.C.), durante o Neolítico pré-cerâmico A, a primeira cidade do mundo, Jericó, apareceu no Levante.

### Neolítico pré-cerâmico B (PPNB)
O PPNB diferiu do PPNA ao mostrar maior uso de animais domesticados, diferentes conjuntos ferramentais e novos estilos arquitetônicos.

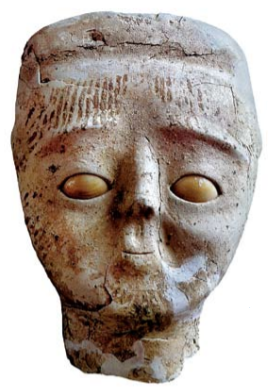
Cabeça de uma estátua de Jericó, de em exposição no Museu Rockefeller de Jerusalém

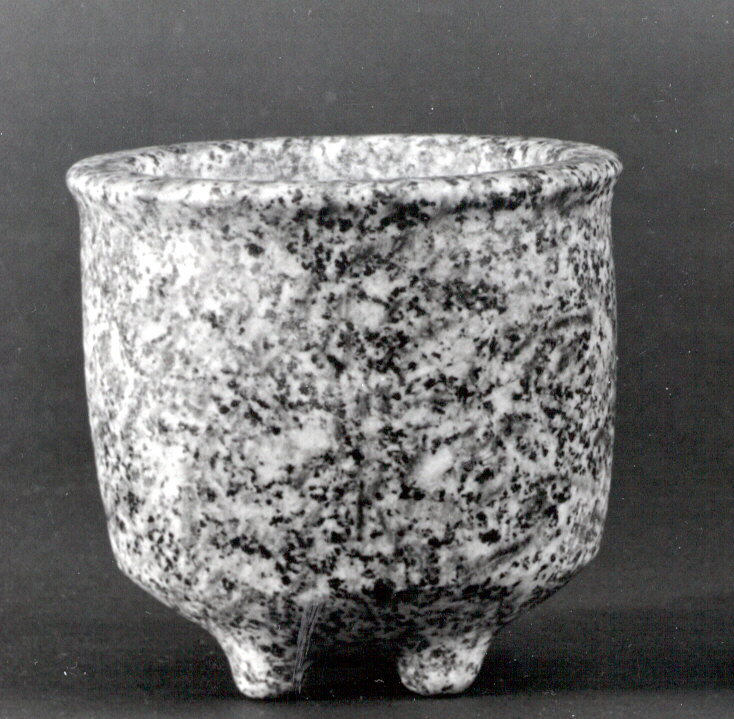
Tigela de Granito com pés, Síria, 8.º milênio a.C. tardio

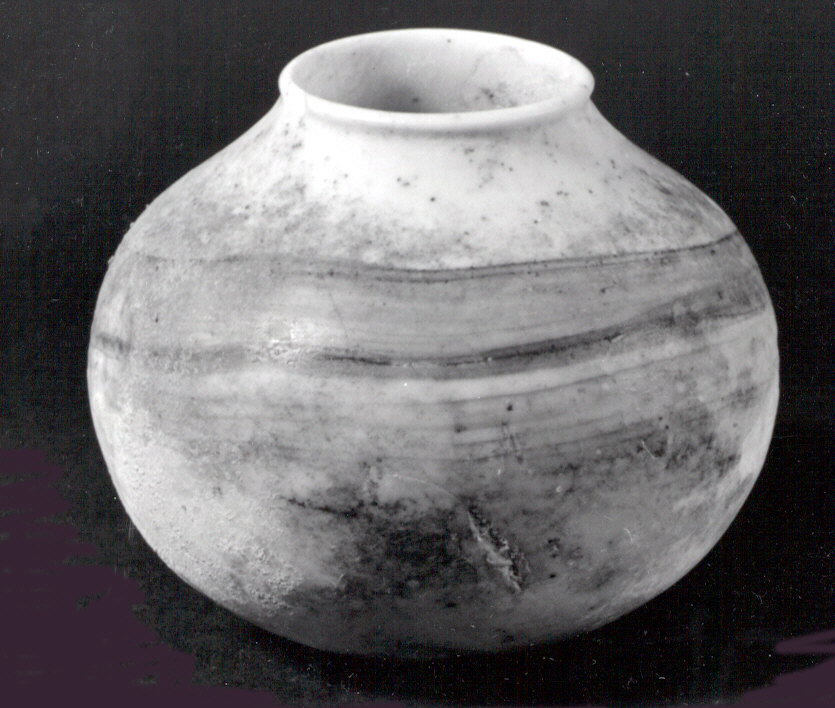
Jarro de alabastro de calcita, Síria, 8.º milênio a.C. tardio

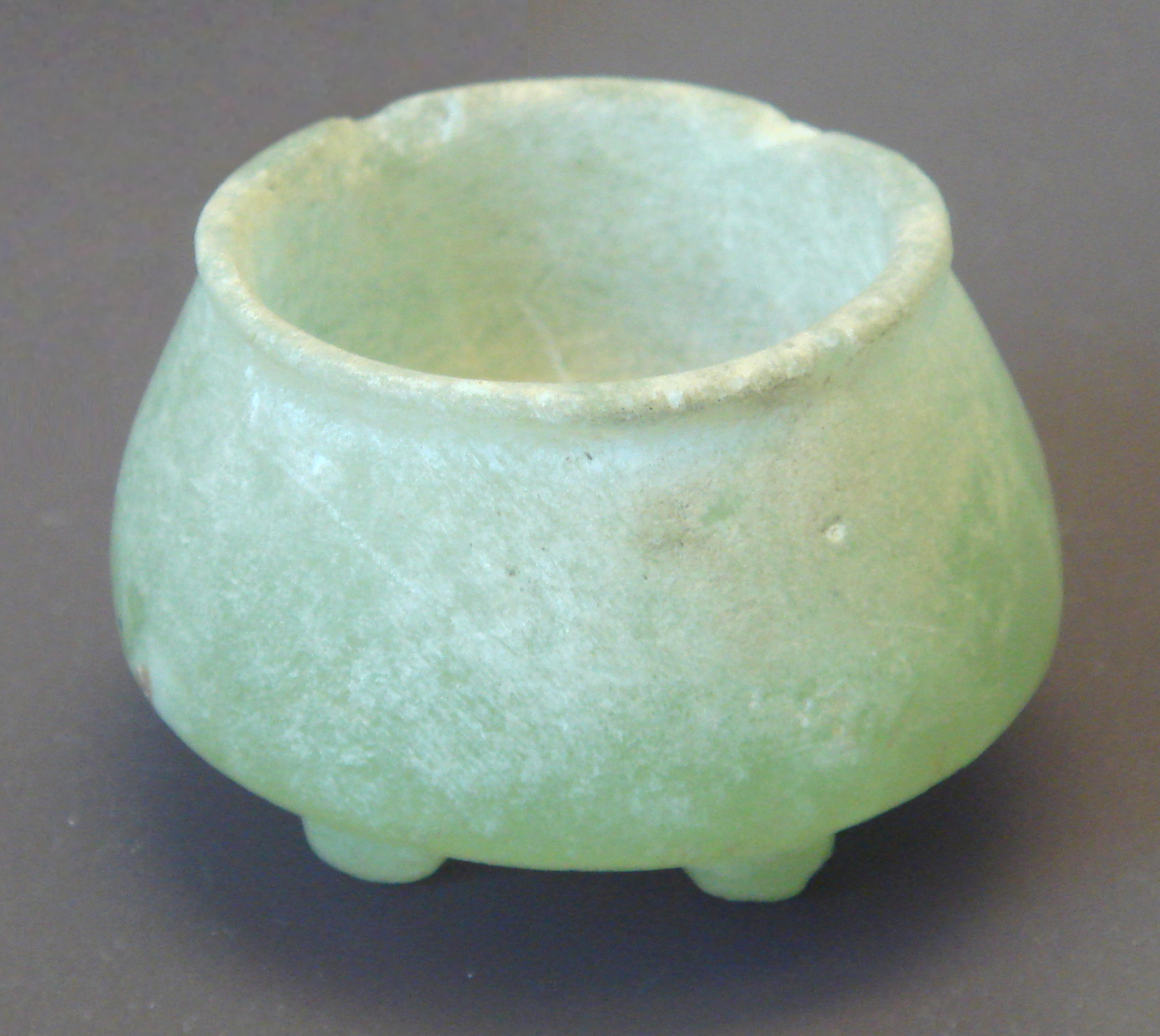
Vaso de três pés de aragonita, Eufrates médio,, Museu do Louvre

### Neolítico pré-cerâmico C
Trabalhos no sítio arqueológico de Ain Ghazal da Jordânia, indicam um periodo posterior ao Neolítico pré-cerâmico B, o periodo Neolítico pré-cerâmico C. Juris Zarins propôs que um Complexo Pastoril Nômade Circum-Árabe se desenvolveu no período da crise climática de 6 200 a.C., parcialmente devido a uma ênfase crescente das culturas PPNB sobre animais domesticados, e uma fusão com caçadores-coletores harifianos no sul do Levante, com conexões afiliadas às culturas de Faium e do Deserto Oriental do Egito. Culturas que praticavam esse estilo de vida se espalharam pela costa do mar Vermelho e se mudaram para oleste desde a Síria para o sul do Iraque.

## Difusão

### Europa

#### Datação por carbono 14
A propagação do Neolítico na Europa foi estudada quantitativamente pela primeira vez na década de 1970, quando um número suficiente de determinações de idade por carbono 14 em sítios neolíticos havia sido disponibilizada. Ammerman e Cavalli-Sforza descobriram uma relação linear entre a idade de um sítio do Neolítico Inferior e sua distância da fonte convencional no Oriente Próximo ( Jericó ), assim demonstrando que, em média, o Neolítico se espalhou a uma velocidade constante de cerca de 1 km/ano. Estudos mais recentes confirmam esses resultados e produzem a velocidade de 0,6–1,3 km/ano com nível de confiança de 95%.

#### Análise do ADN mitocondrial
Desde as expansões humanas originais para fora da África, há 200 000 anos, diferentes eventos de migração pré-histórica e histórica ocorreram na Europa. Considerando que o movimento de pessoas implica no consequente movimento de seus genes, é possível estimar o impacto dessas migrações através de analises genéticas de populações humanas. Práticas agrícolas e pecuárias originam-se há 10 000 anos em uma região do Oriente Próximo conhecida como Crescente Fértil. De acordo com o registro arqueológico, esse fenômeno, conhecido como "Neolítico", expandiu-se rapidamente desses territórios para a Europa. No entanto, se essa difusão foi acompanhada ou não por migrações humanas é um tema muito debatido. O ADN mitocondrial — um tipo de ADN herdado da mãe localizado nas mitocôndrias de todas as células – foi recuperado dos restos de agricultores neolíticos pré-cerâmicos B (PPNB) no Oriente Próximo, depois foi comparado com dados disponíveis de outras populações neolíticas na Europa e também com as populações modernas do sudeste da Europa e do Oriente Próximo. Os resultados obtidos mostram que migrações humanas substanciais estiveram envolvidas na expansão neolítica e sugerem que os primeiros agricultores neolíticos entraram na Europa através de uma rota marítima através de Chipre e das ilhas Egeias.

### Sul da Ásia
Os primeiros sítios neolíticos no sul da Ásia são Birrana em Harianá, datado de  7 570 –  6 200 a.C., e Mergar, datado entre 6 500 a.C. e 5 500 a.C., na planície de Kacchi do Baluchistão, Paquistão; o local tem evidências de agricultura (trigo e cevada) e pastoreio (bovinos, ovinos e caprinos).
Há fortes evidências de conexões causais entre o Neolítico do Oriente Próximo e mais a leste, até o vale do Indo. Existem várias linhas de evidência que suportam a ideia de uma conexão entre o Neolítico no Oriente Próximo e o no subcontinente indiano. O sítio pré-histórico de Mergar, no Baluchistão (atual Paquistão), é o mais antigo sítio neolítico no subcontinente noroeste da Índia, datado de 8 500 a.C. As culturas domésticas neolíticas em Mergar incluem mais do que cevada e uma pequena quantidade de trigo. Há boas evidências da domesticação local da cevada e do gado zebu em Mergar, mas sugere-se que as variedades de trigo sejam originárias do Oriente Próximo, já que a distribuição moderna de variedades silvestres de trigo é limitada ao norte do Levante e ao sul da Anatólia. Um estudo detalhado utilizando mapeamendo por satélite de alguns sítios arqueológicos nas regiões do Baluchistão e Khyber Pakhtunkhwa também sugere semelhanças nas fases iniciais da agricultura com sítios na Ásia Ocidental. A olaria preparada pela construção sequencial de lajes, fogueiras circulares cheias de seixos queimados e grandes celeiros são comuns a Mergar e a muitos locais da Mesopotâmia. As posturas dos restos mortais de esqueletos em sepulturas em Mergar têm uma forte semelhança com as de Ali Kosh, nos montes Zagros, no sul do Irã. Apesar de sua escassez, a datação por carbono 14 e as determinações de idade arqueológica para os primeiros sítios neolíticos no sul da Ásia exibem notável continuidade em toda a vasta região do Oriente Próximo ao subcontinente indiano, consistente com uma expansão sistemática para o leste a uma velocidade de cerca de 0,65 km/ano.
No sul da Índia, o Neolítico começou por volta de 6 500 a.C. e durou até cerca de 1 400 a.C., quando o período de transição para o Megalítico começou. O neolítico do sul da Índia é caracterizado por montes artificiais de cinzas, construídos cerca de 2 500 a.C. na região de Carnataca, e posteriormente expandiu-se para Tâmil Nadu.